# Frank Nigel Hepper
Frank Nigel Hepper, né le 13 mars 1929 à Leeds et mort le 16 mai 2013 à Kingston upon Thames, est un botaniste britannique, spécialiste de la flore tropicale d'Afrique de l'Ouest, qui fut en poste aux Jardins botaniques royaux de Kew.

## Hommages
Les épithètes spécifiques de plusieurs espèces lui rendent hommage, telles que : Cercestis hepperi, Culex hepperi, Cyanotis hepperi, Eulinognathus hepperi, Justicia hepperi, Lindernia hepperi, Sesbania hepperi ou Spermacoce hepperiana.